# 438 Zeuxo
A 438 Zeuxo (ideiglenes jelöléssel 1898 DU) a Naprendszer kisbolygóövében található aszteroida. Auguste Charlois fedezte fel 1898. november 8-án.